# Geografia della Tanzania

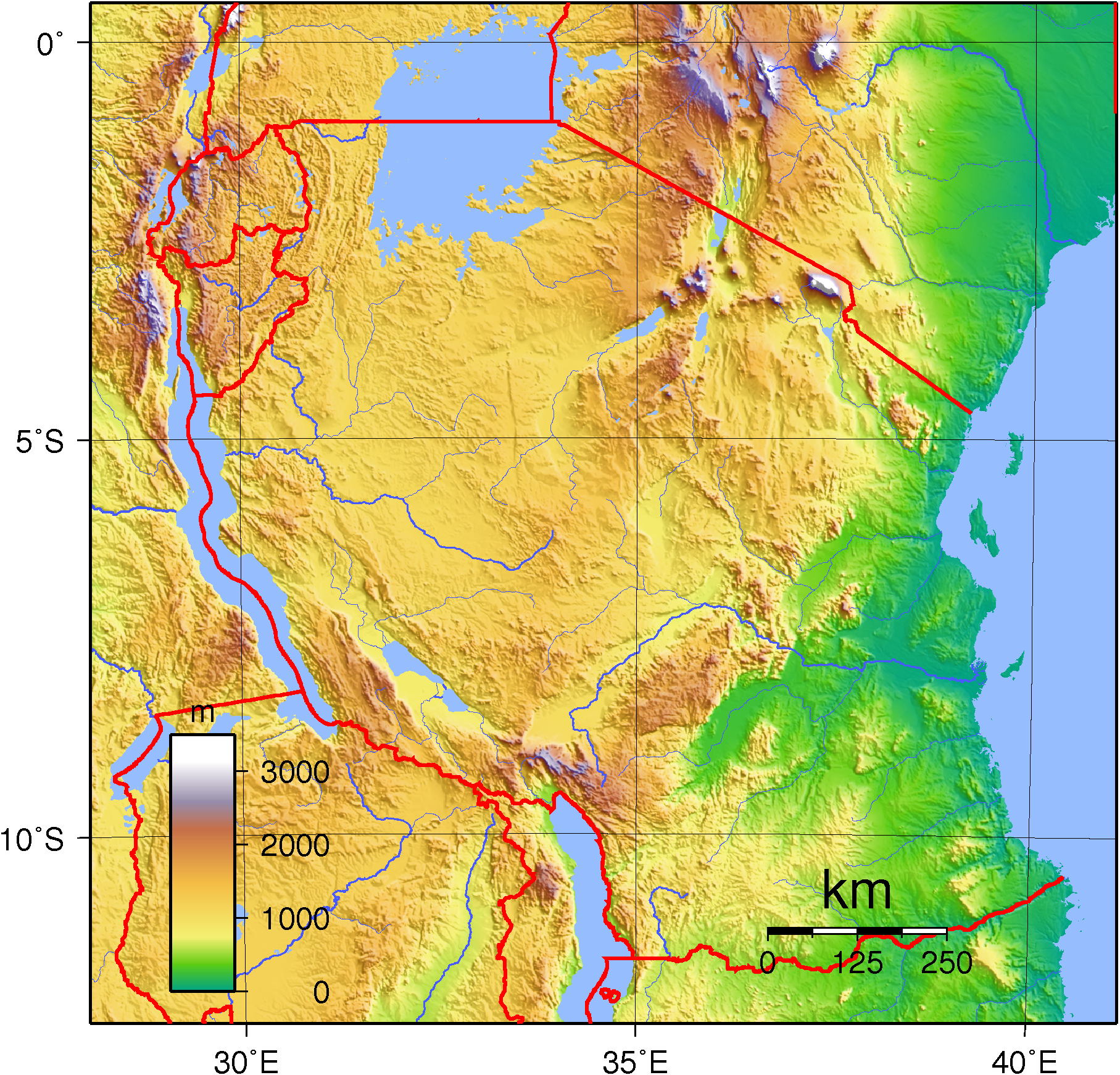
Topografia della Tanzania

La geografia della Tanzania è varia. Il nordest è montuoso, e include i vulcani Meru e Kilimangiaro, che è il punto più alto del continente africano (5.895 m).
A ovest delle catene montuose si sviluppano vaste regioni di savana, fra cui quella del celebre Parco nazionale del Serengeti, e ancora più a ovest si giunge nella regione dei grandi laghi con il Lago Vittoria e, più a sud, il Tanganica. Il centro del paese è costituito da un vasto altopiano, che comprende praterie e terra coltivata. Le quote scendono fino al livello del mare sulla costa orientale, che si affaccia sull'Oceano Indiano; poco al largo della costa si trovano Zanzibar e altre isole minori. Il clima è vario come la morfologia; mentre la costa ha un clima caldo-umido tipicamente tropicale, nell'entroterra le temperature sono mitigate dall'altitudine. Ci sono due stagioni delle piogge: una prolungata da marzo a maggio, e un'altra meno intensa da novembre a gennaio.

## Posizione e confini
La Tanzania si trova in Africa orientale, e include le isole di Mafia, Zanzibar e Pemba. Ha un'area complessiva di 945.087 km², di cui 886.037 di terraferma e 59.050 di mare. Confina con il Burundi (per 451 km), il Kenya (769 km), il Malawi (475 km), il Mozambico (756 km), il Ruanda (217 km), l'Uganda (396 km) e la Repubblica Democratica del Congo (473 km); a est si affaccia sull'Oceano Indiano, con 1.424 km di costa.

## Morfologia
Il territorio della TANZANIA si può considerare suddiviso in quattro diverse fasce di altitudine. A partire dalle coste si sviluppa verso l'entroterra un sistema di pianure a bassa quota, che si alzano procedendo verso l'interno fino a un vasto altopiano centrale. A nord e sud dell'altopiano centrale ci sono altre pianure a quote inferiori ma sempre elevate (highlands). La parte nordorientale della Tanzania, infine è montuosa, e appartiene al più vasto sistema orografico della Great Rift Valley. Vi si trovano monti Meru e Kilimanjaro (entrambi vulcani attivi) e i monti Pare. Con i suoi 5.895 m, il Kilimanjaro è la cima più alta dell'Africa.

## Idrografia
La Tanzania, in particolare nella sua parte occidentale, appartiene alla Regione dei Grandi Laghi africani e comprende parzialmente nel proprio territorio tre fra i principali laghi dell'area, il Lago Vittoria, il Tanganica, e il Lago Malawi. Il Lago Vittoria, situato al confine con Kenya e Uganda, è il più grande dell'Africa, e dà origine al Nilo. Il Tanganica, al confine con la Repubblica Democratica del Congo, è il secondo lago più antico del mondo, e il secondo anche per profondità, dopo il lago Baikal (Siberia). Nella zona meridionale del paese, si trovano il lago Rukwa, soggetto a notevoli variazioni di livello, il lago Ngozi, lago craterico nella catena dei monti Kipengere e il lago Malawi o Niassa, infine, che si trova al confine fra Tanzania, Malawi e Mozambico. L'unico fiume di rilievo del paese è il Rufiji, di circa 600 km di lunghezza (dei quali 100 navigabili), che sfocia nell'Oceano Indiano nel Canale di Mafia.

## Clima
Il clima della Tanzania varia da tropicale (lungo la costa) a temperato e semi-arido sugli altopiani interni.